# Pierre Anjolras
 (septembre 2008).
Pierre Anjolras (né le 4 février 1966 à Thonon-les-Bains (74)) est l'ancien président de VINCI Construction, directeur général du groupe Vinci depuis le 1er mai 2025. Il succède à Xavier Huillard, (dont le mandat de directeur général a pris fin en avril 2025, en raison de la limite d'âge pour ce poste : 70 ans) qui conserve la présidence non exécutive du groupe.

## Biographie
Pierre Anjolras est diplômé de l'École polytechnique et de l'École des ponts et chaussées.
Il a successivement exercé ses responsabilités à la Direction départementale de l’équipement de Loire-Atlantique (1991-1996), à la Direction générale relations extérieures de la Commission européenne (1996-1999) puis au sein du groupe VINCI où il était précédemment directeur régional de Sogea Sud-Ouest.
Entré chez Cofiroute en 2004, il y a assumé les fonctions de directeur d'exploitation. En décembre 2006, il est nommé directeur général délégué d’ASF puis directeur général d'ASF le 29 août 2007.
Il entre chez Eurovia en mai 2010 en tant que directeur général délégué chargé de l’international et des partenariats public-privé.
Le 1er mars 2014, il est nommé président-directeur général d’Eurovia et devient membre du comité exécutif de Vinci.
Le 12 janvier 2021, il est nommé par Xavier Huillard (président-directeur général de VINCI), président de VINCI Construction. Pierre Anjolras, membre du comité exécutif de VINCI, conserve l’ensemble de ses autres mandats au sein du groupe Vinci et en particulier la présidence d’Eurovia.
Le 6 mai 2024 il est nommé directeur général opérationnel de VINCI.
Le 1er mai 2025, il devient directeur général de VINCI, suite à sa nomination par le conseil d'administration du groupe, qui a acté la dissociation des mandats de président et directeur général.